# Joseph Görres

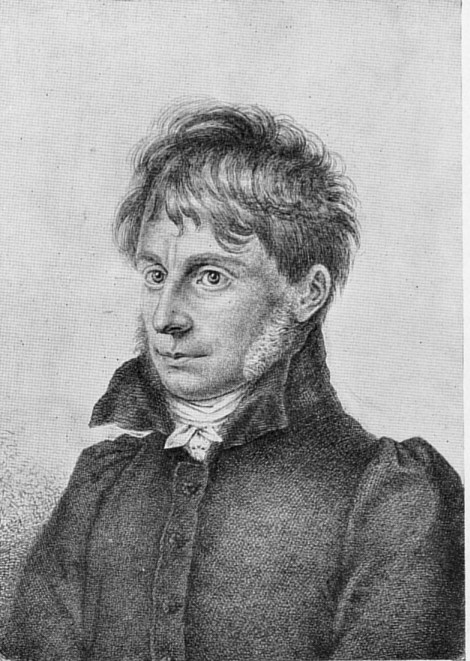
Litografi av en ung Joseph Görres av Peter von Cornelius.

Johann Joseph von Görres, född den 25 januari 1776 i Koblenz, död den 29 januari 1848 i München, var en tysk vetenskapsman  och politiker, far till Guido Görres.

## Biografi
Görres, som var son till en rhenländare och en italienska, svärmade som ung för franska revolutionens idéer och var verksam som skriftställare i dess anda (Der allgemeine friede, ein ideal, 1798, tidskrifterna "Das rothe Blatt" och "Rübezahl", 1798-99). Ett  besök i Paris 1799 som deputerad för Rhenländerna övertygade honom om, att   republiken redan var en chimär, avkylde hans hänförelse för Frankrike och väckte hans motvilja mot Napoleon Bonaparte. 
Han återvände till Koblenz, där han blev lärare och i sitt skriftställarskap (Aphorismen über die Kunst, 1802, Aphorismen über Organonomie, samma år, Exposition der Physiologie, 1805, Aphorismen über Organologie, samma år, Glaube und Wissen, 1806) mer och mer anslöt sig till naturfilosofin och romantiken. Åren 1806-08 verkade han som föreläsare i Heidelberg, där Clemens Brentano och Achim von Arnim blev hans närmaste vänner och ryckte honom med sig i sitt intresse för medeltidsstudier och folklitteratur. 
Görres utgav 1807 ett värdefullt arbete om tyska folkböcker, 1813 "Lohengrin" och 1817 "Altdeutsche Volks-  und Meisterlieder" och medarbetade i "Zeitung für Einsiedler" (nytryck 1883), "Heidelberger Jahrbücher" och "Studien", Daubs och Creuzers tidskrift. Samtidigt fördjupade han sig i mytologiska undersökningar, vilkas resultat var Mythengeschichte der asiatischen Welt (2 band, 1810). Han studerade persiska språket och fördjupade sig i Irans mytologi och historiska legender vilket senare resulterade i en översättning av det persiska nationaleposet Shahname av diktaren Ferdousi. 
I striden mot Napoleon tog han del genom den i Koblenz januari 1814-januari 1816 utgivna tidningen "Rheinischer Merkur", vars inflytande var så stort, att den av Napoleon betecknades som femte stormakten. Tidningen indrogs emellertid, sedan Görres krävt författningsändringar i Preussen och med sin flammande, agitatoriskt oöverträffliga stil dragit i härnad mot reaktionen och begärt återupprättandet av tyska kejsardömet. 
Teutschland und die Revolution (1819) rågade måttet: häktningsorder utfärdades, och Görres måste fly, först till Strassburg, sedan till Schweiz. De följande politiska skrifterna, Europa und die Revolution (1821) och Die heilige Allianz und die Völker auf dem Kongress von Verona (1822; "Den heliga alliansen och folkslagen på kongressen i Verona", 1824), utmärks särskilt av hans allt ivrigare försvar för romersk-katolska kyrkan. 
År 1827 kallades han av Ludvig I till professor i historia vid universitetet i München, där han blev medelpunkten för en betydande krets vänner och lärjungar. Han deltog alltid i de kyrklig-politiska frågorna och utövade även som vetenskaplig författare stort inflytande genom sina många uppslag och idéer. Görres större arbeten under denna tid är Das heldenbuch von Iran aus dem Schah-Nameh des Firdusi (2 band, 1820), en redogörelse och delvis översättning av den persiske diktaren Ferdousis berömda verk, Swedenborg, seine Visionen und sein Verhältniss zur Kirche (1827) och Die christliche Mystik {1836-42; ny upplaga 1879-80). 
Görres begåvning låg inte på den strängt vetenskapliga forskningens område, då han saknade kritik; däremot hade han skarpsinne och kombinationsförmåga. Sanningstörst och rättskänsla utmärkte honom, liksom fantasi och en egenartad, på bilder och liknelser rik stil. Han hade betydelse som en andlig kraft och en publicistisk skicklighet. Den svenska romantiken har mottagit impulser från hans skrifter. Gesammelte Schriften (endast politiska) utgavs i 6 band, 1854-60 av Görres dotter Marie. Briefe utkom i 3 band 1858-74 och Charakteristiken und Kritiken 1900-02.